# Marie-Laure Bernadac
Pour les articles homonymes, voir Bernadac.
Compléments
Ouvrages références : 
- Louise Bourgeois (biographie)

Marie-Laure Bernadac, née à Paris le 11 février 1950, est une conservatrice de musée et une commissaire d'exposition, conservateur général honoraire du patrimoine.

## Parcours
Née en 1950 à Paris, Marie-Laure Bernadac commence sa carrière comme conservatrice au musée national d'Art moderne, avant d'occuper le poste de conservatrice en chef au musée Picasso, de 1989 à 1992, puis au cabinet d’art graphique du musée national d’Art moderne, de 1992 à 1996. En octobre 1996, elle est nommée directrice du CAPC - musée d'Art contemporain de Bordeaux, conjointement avec Henry-Claude Cousseau. 
De 2003 à 2013, elle est conservatrice générale du patrimoine chargée de mission pour l'art contemporain au musée du Louvre.
Auteure de plusieurs ouvrages sur Picasso, elle publie, en 2005, Le Sexe dans l’art, en collaboration avec Bernard Marcadé, et une biographie de Louise Bourgeois, en 2008, en collaboration avec Jonas Storsve.

### Controverse
Membre du haut comité des commémorations nationales, elle en démissionne, avec neuf autres membres sur douze, par une lettre collective publiée dans Le Monde en mars 2018 en guise de protestation contre la décision de la ministre de la culture, Françoise Nyssen, de retirer le nom de Charles Maurras du Livre des commémorations nationales 2018, alors que ce choix avait été préalablement validé,,.

## Publications

### Biographies et monographies
- Picasso : le sage et le fou, Éditions Gallimard, 1986, 192 p. (ISBN 9782070530168, BNF 34901943)
- Picasso, la monographie 1881-1973, Éditions de La Martinière, 2000, 539 p. (ISBN 2-07-053016-7, BNF 34901943)
- Album du musée Picasso, Réunion des musées nationaux, 2001, 125 p. (ISBN 9782711842513, BNF 38802111)
- Annette Messager : mot pour mot, Les Presses du réel, 2006, 416 p. (ISBN 9782840661276, BNF 40241244)
- Avec Alberto Manguel, Cécile Pocheau-Lesteven, Emilia Philippot et Miquel Barceló, Sol y sombra : Miquel Barceló, coéd. Actes Sud/Bibliothèque nationale de France, 2016, 224 p. (ISBN 978-2-330-06032-9)

### Catalogues d'expositions
- Femininmasculin, Éditions Gallimard, 1995, 400 p. (ISBN 9782070115204)
- Présumés innocents. L'art contemporain et l'enfance, Réunion des musées nationaux, 2000, 176 p. (ISBN 9782711840731)
- Africa Remix. L'art contemporain d'un continent, Bibliothèque publique d'information du centre Pompidou, 2005, 350 p. (ISBN 9782844262806)
- Picasso et les maîtres anciens, éditions Gallimard, 2008, 48 p. (ISBN 9782070359318)